# Ljubomira Stojanovića
La rue Ljubomira Stojanovića (en serbe cyrillique : Љубомира Стојановића) est une rue de Belgrade, la capitale de la Serbie, située dans la partie urbaine de la municipalité de Palilula.
Le nom de la rue est un hommage à Ljubomir Stojanović (1860-1930), un philologue et académicien, qui fut aussi chef de gouvernement du royaume de Serbie.

## Parcours
La rue Ljubomira Stojanovića naît à la hauteur de la rue Jaše Prodanovića. Elle s'oriente vers le sud-est en formant une courbe. Elle traverse la rue Braće Grim (rue des « frères Grimm ») et se termine au carrefour de la rue Zdravka čelara et de la rue Preradovićeva située dans son prolongement.

## Architecture et culture
Le rue Ljubomira Stojanovića est située dans le quartier de Profesorska kolonija (la « colonie des professeurs »), un sous-quartier de Hadžipopovac, qui a été urbanisé dans les années 1920 et 1930. La maison de Milutin Milanković, située au n° 9, a été construite en 1927 pour le professeur Milutin Milanković (1879-1958), un astronome, géophysicien et climatologue serbe de réputation internationale ; elle doit une partie de sa valeur aux architectes qui ont participé à sa conception : Svetozar Jovanović, Petar Krstić et Mihailo Radovanović ; elle est aujourd'hui inscrite sur la liste des biens culturels de la ville de Belgrade.
Au n° 25 se trouve la maison familiale de Ljubica Luković, la sœur de Nadežda et de Rastko Petrović, et a été construite entre 1928 et 1935. Elle abrite aujourd'hui le Musée commémoratif de Nadežda et Rastko Petrović, qui a ouvert ses portes en 1975 ; l'ensemble est également classé.

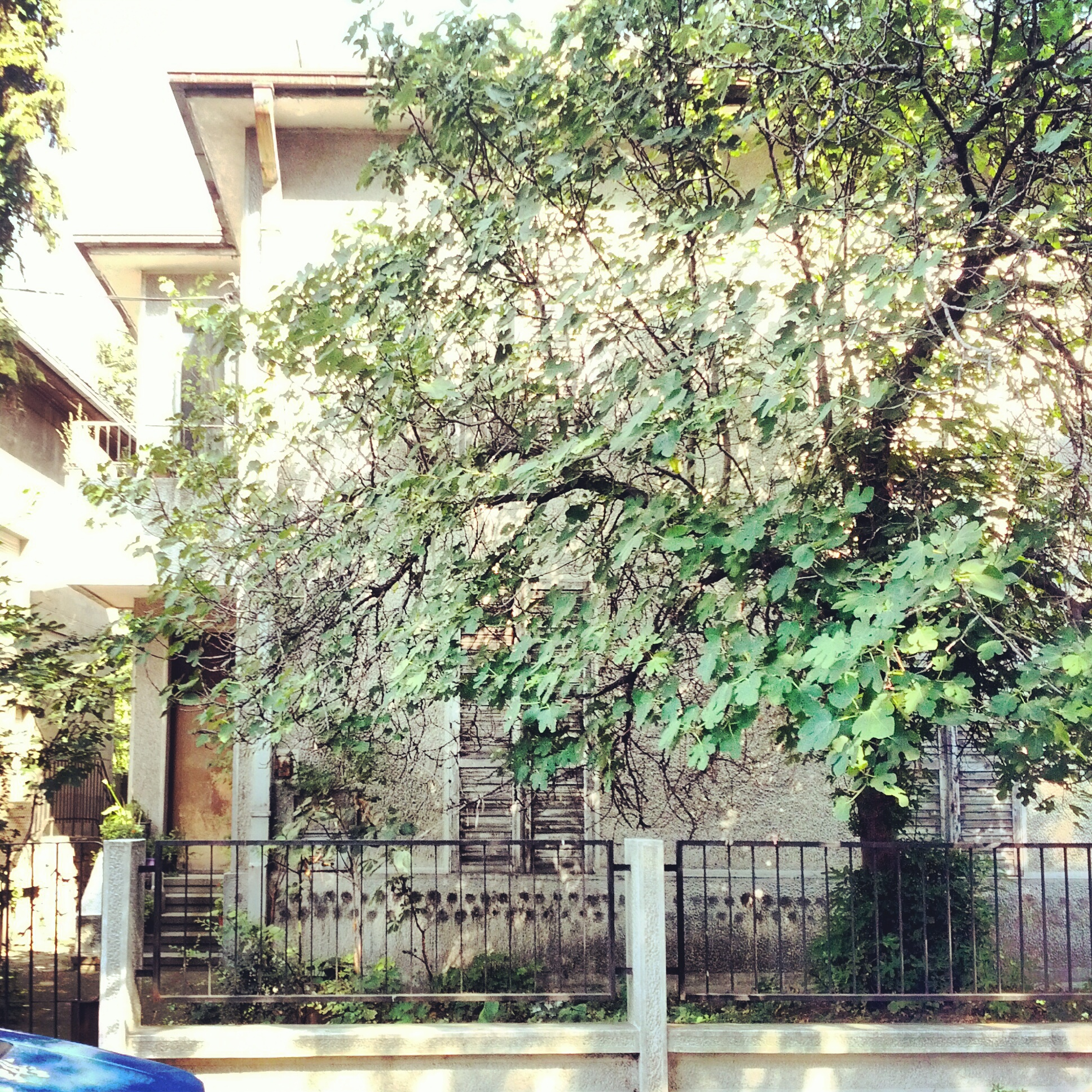
Le Musée commémoratif de Nadežda et Rastko Petrović, au n° 25